# Amphitoites parisiensis
 (octobre 2024).
Espèce
Amphitoites parisiensis est une espèce fossile de plantes aquatiques ancêtre de la famille des Posidoniaceae il y a près de 65 millions d'années. 

## Systématique
Le nom correct complet (avec auteur) de ce taxon est Amphitoites parisiensis Desm. in Cuvier & Brongn., 1822,.
Amphitoites parisiensis a pour synonymes :
- Caulinites ambiguus Brongniart, 1845
- Caulinites digitatus Watelet, 1866
- Caulinites formosus Watelet, 1866
- Caulinites imbricatus Watelet, 1866
- Caulinites indeterminatus Ung, 1850
- Caulinites marceauxi Watelet, 1853
- Caulinites wateleti Bronignart, 1866
- Cymodoceites parisiensis (Bronignart, 1823)
- Posidonia parisiensis (Bronignart, 1823)
- Posidonia perforata Saporta & Marion, 1878
- Posidonia rogowiczi Schmalhausen, 1883

### Publication originale
- G. Cuvier, Recherches sur les ossemens fossiles, où l'on rétablit les caractères de plusieurs animaux dont les révolutions du globe ont détruit les espèces, vol. 2, Paris, G. Dufour et E. D'Ocagne, 1822, 648 p. (lire en ligne), p. 612.